# Base ortonormale
In matematica, e più precisamente in algebra lineare, una base ortonormale di uno spazio vettoriale munito di prodotto scalare definito positivo è una base composta da vettori di norma unitaria e ortogonali tra loro, ossia una base ortogonale di vettori di norma uno.
Una base ortogonale è una base di vettori ortogonali (ossia il cui prodotto scalare è nullo) rispetto al prodotto scalare definito sullo spazio vettoriale, non necessariamente definito positivo. Si tratta di una condizione meno restrittiva rispetto a quella di ortonormalizzazione, e solitamente si costruiscono basi ortonormali a partire da basi ortogonali.
I concetti di base ortonormale e ortogonale generalizzano la nozione di sistema di riferimento nel piano cartesiano, e rendono possibile definire degli assi perpendicolari, e quindi un sistema di riferimento che assegna ad ogni punto delle coordinate su uno spazio vettoriale con dimensione arbitraria.

## Definizione
Sia {\displaystyle V} uno spazio vettoriale di dimensione finita sul campo {\displaystyle K}, nel quale sia definito un prodotto scalare. Una base ortogonale per {\displaystyle V} è una base composta da vettori {\displaystyle \mathbf {v} _{1}\cdots \mathbf {v} _{n}} a due a due ortogonali, cioè tali che:
{\displaystyle \langle \mathbf {v} _{i},\mathbf {v} _{j}\rangle =0,\quad i\neq j.}
Si ponga il prodotto scalare definito positivo. Una base ortonormale è una base ortogonale in cui ogni vettore ha norma uno, cioè tale che:
{\displaystyle \langle \mathbf {v} _{i},\mathbf {v} _{j}\rangle =\delta _{ij},}
dove {\displaystyle \delta _{ij}} indica il delta di Kronecker.
Questa nozione si generalizza ad uno spazio di Hilbert {\displaystyle V} (che può essere reale o complesso, e con dimensione finita o infinita) nel modo seguente: una base ortonormale è un insieme di vettori indipendenti, ortogonali e di norma 1, che generano un sottospazio denso in {\displaystyle V}. Una tale base è spesso detta base hilbertiana, ed è numerabile se e solo se lo spazio è separabile.
Se {\displaystyle B} è una base ortogonale di {\displaystyle V}, ogni elemento {\displaystyle \mathbf {x} } di {\displaystyle V} può essere scritto in maniera unica come:
{\displaystyle \mathbf {x} =\sum _{\mathbf {v} _{i}\in B}{\langle \mathbf {x} ,\mathbf {v} _{i}\rangle  \over \lVert \mathbf {v} _{i}\rVert ^{2}}\mathbf {v} _{i}}
ed il numero:
{\displaystyle c={\langle \mathbf {x} ,\mathbf {v} _{i}\rangle  \over \lVert \mathbf {v} _{i}\rVert ^{2}}}
è detto coefficiente di Fourier di {\displaystyle \mathbf {x} } rispetto al vettore di base {\displaystyle \mathbf {v} _{i}}.
Se {\displaystyle B} è una base ortonormale si ha:
{\displaystyle \mathbf {x} =\sum _{\mathbf {v} _{i}\in B}\langle \mathbf {x} ,\mathbf {v} _{i}\rangle \mathbf {v} _{i}.}
La norma di {\displaystyle \mathbf {x} } è quindi data da:
{\displaystyle \|\mathbf {x} \|^{2}=\sum _{\mathbf {v} _{i}\in B}|\langle \mathbf {x} ,\mathbf {v} _{i}\rangle |^{2}.}
Se {\displaystyle B} è una base ortonormale di {\displaystyle V}, allora {\displaystyle V} è isomorfo a {\displaystyle \ell ^{2}(B)} nel senso che esiste una mappa lineare e biunivoca {\displaystyle \Phi \colon V\to \ell ^{2}(B)} tale che:
{\displaystyle \langle \Phi (\mathbf {x} ),\Phi (\mathbf {y} )\rangle =\langle \mathbf {x} ,\mathbf {y} \rangle ,}
per ogni coppia di vettori {\displaystyle \mathbf {x} } e {\displaystyle \mathbf {y} } di {\displaystyle V}.
Se la base di vettori ortonormali {\displaystyle \mathbf {v} _{1}\cdots \mathbf {v} _{n}} considerata non è contenuta in alcun altro sistema ortonormale, allora si ha un sistema ortonormale completo.

## Proprietà
Ogni spazio vettoriale di dimensione finita, dotato di un prodotto scalare, possiede basi ortogonali grazie al teorema di Sylvester. In particolare, ogni spazio euclideo possiede basi ortonormali che si possono ottenere grazie all'algoritmo di ortogonalizzazione di Gram-Schmidt. Da ogni base ortogonale si può infatti ottenere una base ortonormale normalizzando (dividendo) i componenti della base per la loro norma. Ad esempio, se la base {\displaystyle \{\mathbf {v} _{1},\mathbf {v} _{2}\}} è ortogonale la base {\displaystyle \{\mathbf {v} _{1}/|\mathbf {v} _{1}|,\mathbf {v} _{2}/|\mathbf {v} _{2}|\}} è ortonormale.
Una matrice di cambiamento di base fra basi ortonormali è una matrice ortogonale.
Se {\displaystyle B} è una base ortonormale di uno spazio di Hilbert {\displaystyle V}, ogni elemento {\displaystyle \mathbf {v} } di {\displaystyle V} si scrive in modo unico come:
{\displaystyle \mathbf {v} =\sum _{\mathbf {b} \in B}\langle \mathbf {v} ,\mathbf {b} \rangle \mathbf {b} }
e la norma di {\displaystyle v} è data dall'identità di Parseval:
{\displaystyle \|\mathbf {v} \|^{2}=\sum _{\mathbf {b} \in B}|\langle \mathbf {v} ,\mathbf {b} \rangle |^{2}.}
Inoltre il prodotto scalare fra due vettori è dato da:
{\displaystyle \langle \mathbf {x} ,\mathbf {y} \rangle =\sum _{\mathbf {b} \in B}\langle \mathbf {x} ,\mathbf {b} \rangle \langle \mathbf {b} ,\mathbf {y} \rangle .}
Queste espressioni hanno senso anche se {\displaystyle B} è non numerabile: in questo caso solo un insieme numerabile di addendi è non-nullo. Le serie di Fourier sono un esempio.

## Esempi
- L'insieme {\displaystyle \{(1,0,0),(0,1,0),(0,0,1)\}} costituisce una base ortonormale (dunque anche ortogonale) di {\displaystyle \mathbb {R} ^{3}}  rispetto al prodotto scalare standard; in generale, le basi canoniche di {\displaystyle \mathbb {R} ^{n}} sono basi ortonormali.
- L'insieme {\displaystyle \{f_{n}:n\in \mathbb {Z} \}} con {\displaystyle f_{n}(x)=e^{2\pi inx}} costituisce una base ortonormale dello spazio complesso {\displaystyle L^{2}([0,1])}. Ciò è di fondamentale importanza nello studio delle Serie di Fourier.
- L'insieme {\displaystyle \{e_{b}:b\in B\}} con {\displaystyle e_{b}(c)=1} se {\displaystyle b=c} e {\displaystyle e_{b}(c)=0} altrimenti costituisce una base ortonormale di {\displaystyle l^{2}(B)}.